# Moosinning
Moosinning è un comune tedesco di 5 269 abitanti, situato nel land della Baviera.